# Alanina-aminotransferasa
L'alanina-aminotransferasa (ALT) o alanina-transaminasa, també coneguda com a transaminasa glutamicopirúvica (GPT, SGPT), és una transaminasa és un enzim transaminasa (EC 2.6.1.1) i va ser descrit per primer cop per Arthur Karmen i col·legues el 1954. L'ALT es troba al plasma i en diversos teixits del cos, però és més freqüent en el fetge. Catalitza les dues parts del cicle de l'alanina. El nivell sèric d'ALT, el nivell d'AST (aspartat-aminotransferasa) i la seva proporció (relació AST/ALT) es mesuren clínicament com biomarcadors per a la salut del fetge. Les proves formen part de bioquímica habitual de l'anàlisi de sang.